# Aeródromo de Laguna del Rey
El Aeródromo de Laguna del Rey (Código OACI: MM82 – Código DGAC: LRY) es un pequeño aeropuerto privado ubicado en Laguna del Rey, Coahuila y es operado por la empresa Química del Rey S.A. Cuenta con una pista de aterrizaje de 1,450 metros de largo y 9 metros de ancho con gota de viraje en la cabecera 03, también cuenta con una plataforma de aviación de 1,450 metros cuadrados. Actualmente solo se usa con propósitos de aviación general.